# Рагальна
Рагальна, Раґальна (італ. Ragalna, сиц. Ragalna) — муніципалітет в Італії, у регіоні Сицилія,  метрополійне місто Катанія.
Рагальна розташована на відстані близько 520 км на південний схід від Рима, 150 км на схід від Палермо, 18 км на північний захід від Катанії.
Населення — 3856 осіб (2014).

## Демографія
Населення за роками:

Станом на 1 січня 2023 року в муніципалітеті офіційно проживали 62 іноземці з 13 країн, серед них 40 громадян країн Євросоюзу.

## Сусідні муніципалітети
- Бельпассо
- Б'янкавілла
- Патерно
- Санта-Марія-ді-Лікодія